# Varaha-Tempel (Mamallapuram)

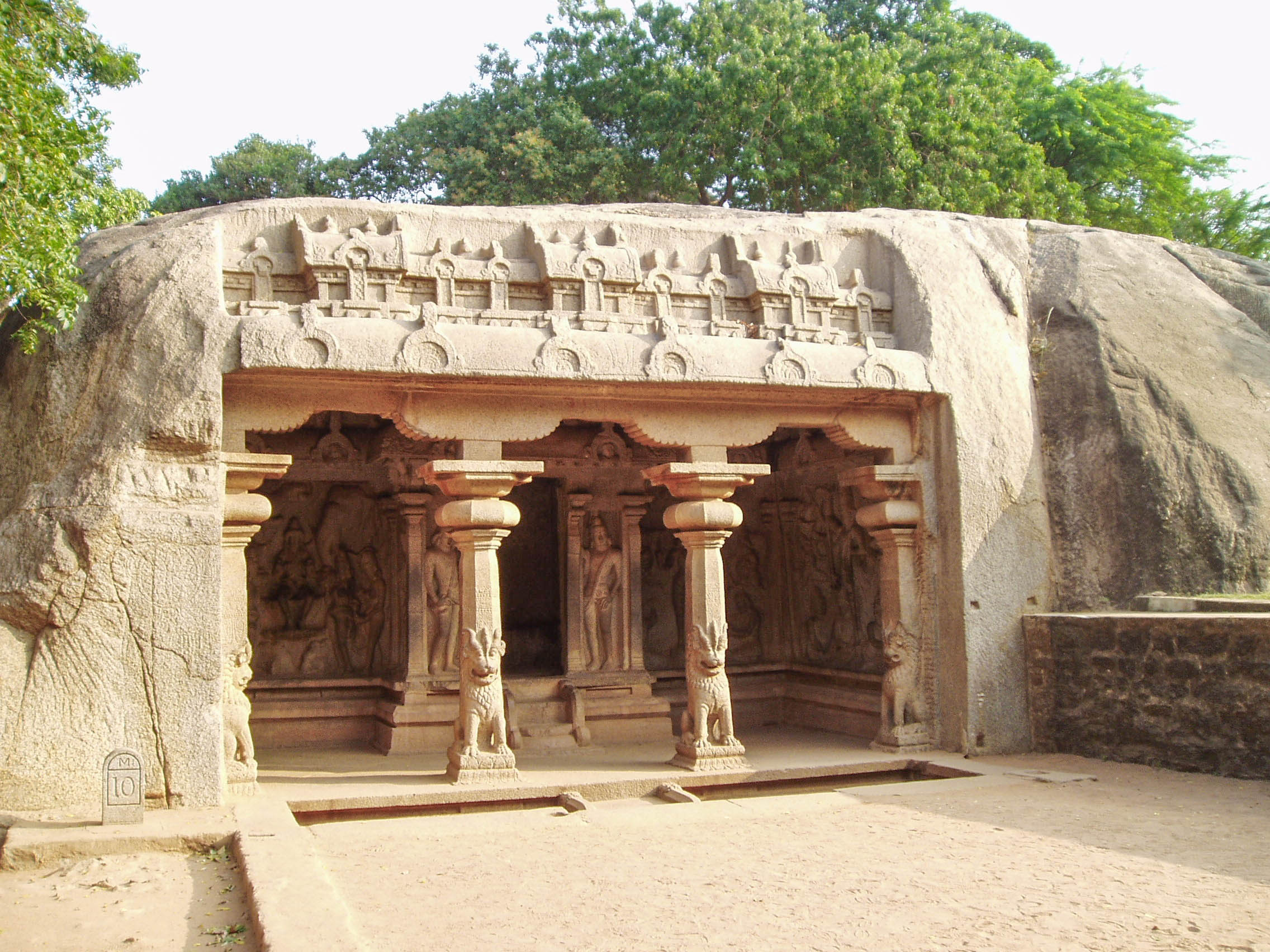
Varaha-Tempel

Der Varaha-Tempel ist ein hinduistischer Felsentempel bei der südindischen Küstenstadt Mamallapuram. Zusammen mit anderen Bauten in der Umgebung der Stadt gehört er seit 1984 zum UNESCO-Weltkulturerbe.

## Lage
Der Varaha-Tempel ist etwa 500 m in südwestlicher Richtung vom Ortszentrum von Mamallapuram entfernt; er liegt in ca. 15 m Höhe in einer von Granitfelsen dominierten Umgebung. Weitere 700 m südlich befindet sich die Gruppe der Fünf Rathas.

## Geschichte
Die Tempel von Mamallapuram entstanden im Auftrag der im 7./8. Jahrhundert über weite Teile Südindiens herrschenden Pallava-Dynastie. Sie werden generell dem 7. Jahrhundert zugeordnet, wobei davon ausgegangen wird, dass eine reichere skulpturale Bauzier gleichbedeutend mit einem späteren Entstehungsdatum ist. Der Varaha-Tempel wäre somit in die zweite Hälfte des 7. Jahrhunderts zu datieren.

## Architektur

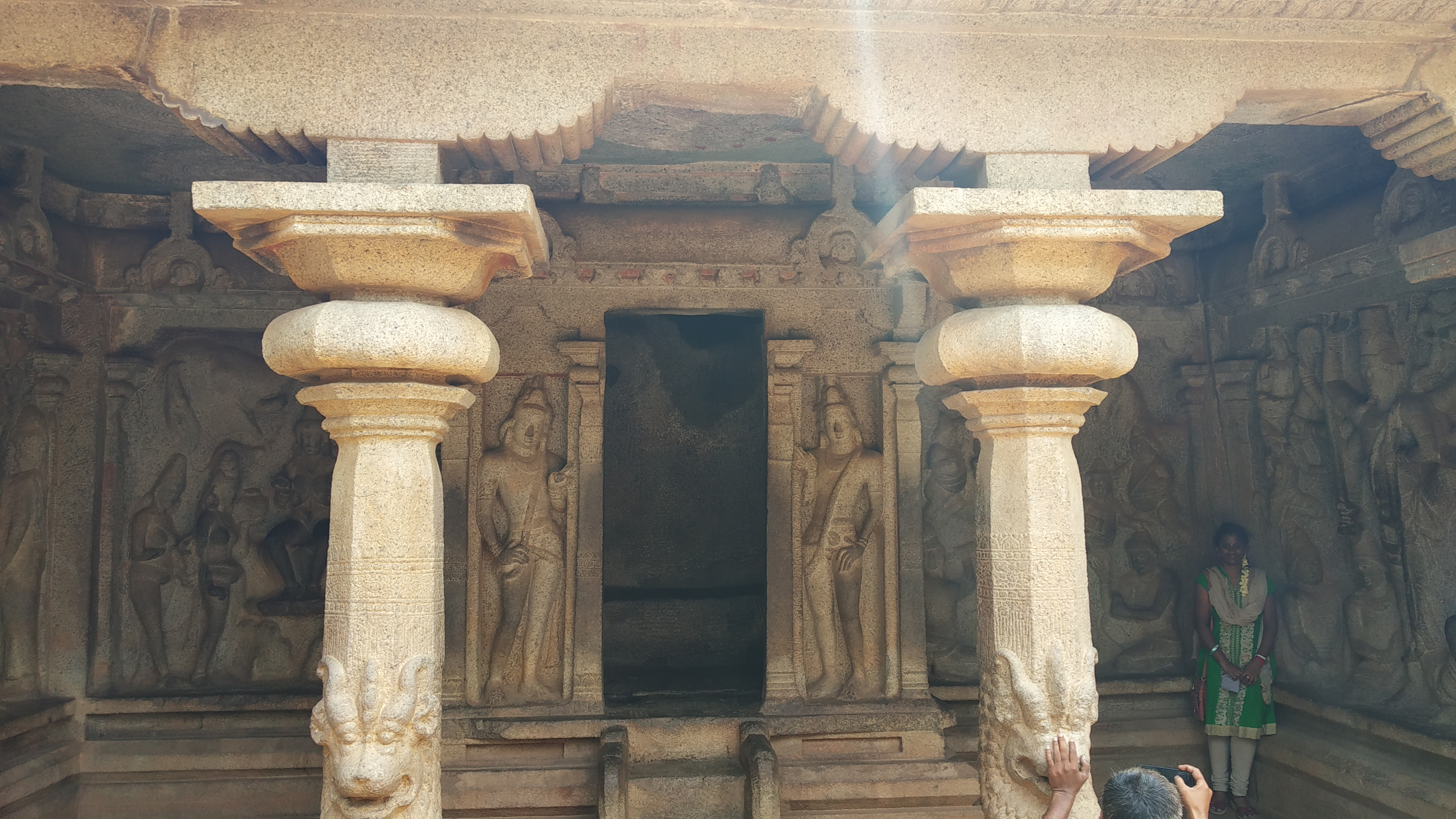
Varaha-Tempel (Detail)

Der nahezu ebenerdig liegende Tempel wurde unter Zuhilfenahme von Stein- und Eisenwerkzeugen von Hand in einen monolithischen Felsblock hineingetrieben; dabei wurden auch die vorderen schrägen Teile des Felsblocks abgeschlagen. Eine dreigeteilte ca. 7,50 m breite Portalzone mit zwei mittleren Säulen mit achteckigem Querschnitt und Kissenkapitellen und zwei in gleicher Weise gestalteten seitlichen Halbsäulen (alle Sockel werden von hörnertragenden, sitzenden löwenartigen Wächterfiguren (kirtimukhas) gebildet) führt in eine etwa 1 m tiefe Vorhalle (mandapa), hinter der sich eine mittlere – über einen dreistufigen Treppenaufgang zu erreichende – Cella (garbhagriha) sowie zwei seitliche Räume befinden, deren Wände – im Gegensatz zur im Innern bis auf eine Deckenrosette völlig schmucklosen Cella – reich mit figürlichen Reliefs ausgestattet sind.

## Skulptur

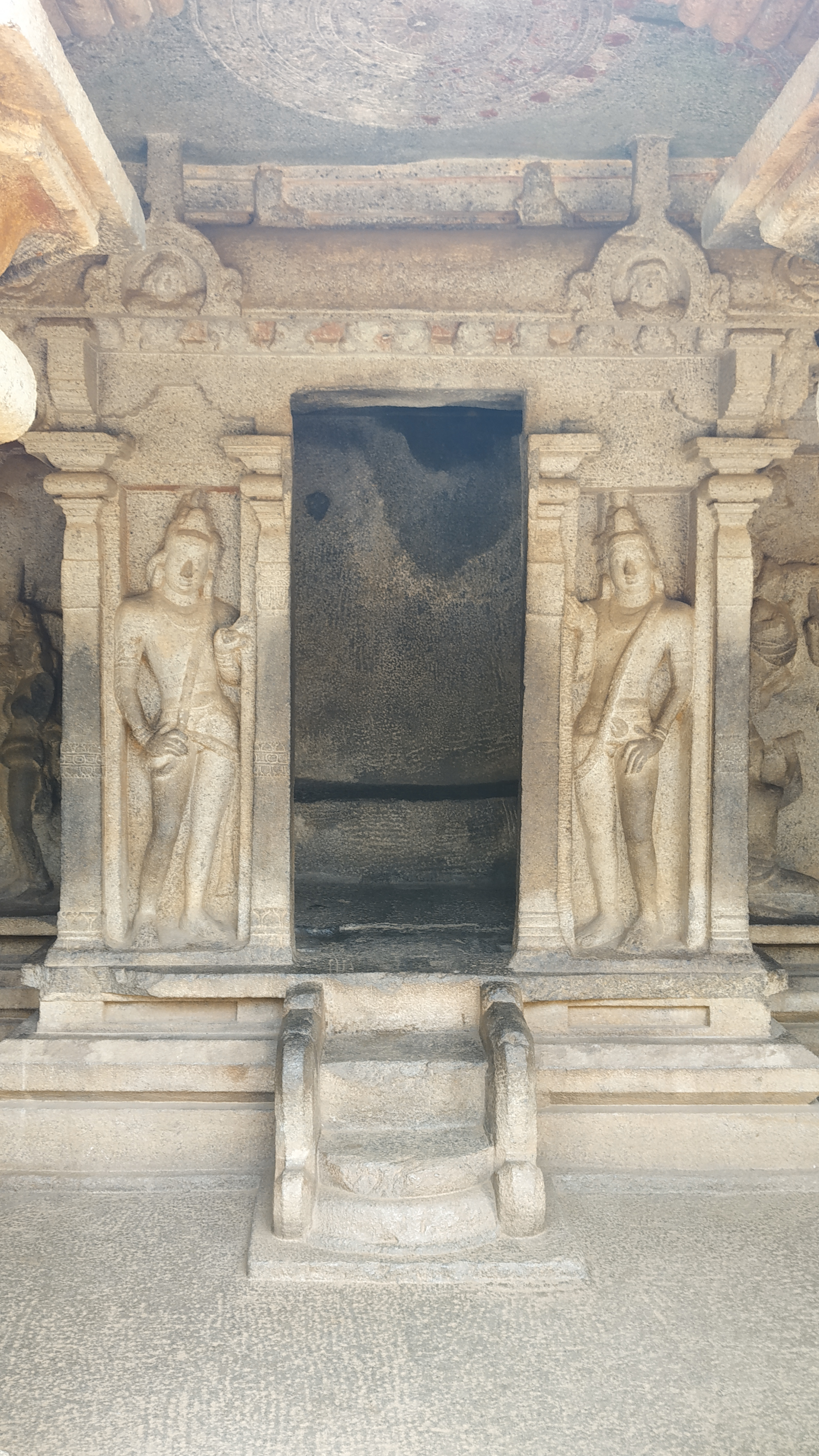
Cella (garbhagriha)

Oberhalb des Außenportals befindet sich ein abgerundeter Vorsprung mit kudu-Scheinfenstern; darüber erstreckt sich eine Reihe von Scheinarchitekturen, in denen sich auf Höhe der Dachtraufen erneut kudu-Fenster befinden. Zu beiden Seiten des ebenfalls von kudu-Fenstern überhöhten Cella-Portals im Innern des Tempels befinden sich unbewaffnete und entspannt stehende Wächterfiguren (dvarapalas).
- Ein Relief im Tempelinnern zeigt die menschliche, aber eberköpfige Gestalt des Hindu-Gottes Vishnu, der in seiner dritten Inkarnation die Gestalt eines Ebers annahm, um die Erde in Gestalt der Göttin Bhudevi aus den Tiefen des Urozeans, in welchen sie versunken war, zu erretten. Obwohl noch weitere mythologische Bildszenen erhalten sind, ist der Tempel irgendwann nach dieser Szene benannt worden.
- Die von einem Schirm geschützte und von Ganas umgebene Göttin Durga steht auf einem kleinen Podest. Seitlich ihres von einer Art Krone überhöhten Kopfes befinden sich Reliefs eines Löwen und einer Gazelle.
- Ein weiteres Relief zeigt die auf einem Lotosthron sitzende Göttin Gajalakshmi mit seitlich stehenden Dienerinnen. Seitlich neben ihrem Kopf befinden sich zwei asymmetrisch gangeordnete Elefanten, die üblicherweise mit ihren Rüsseln Krüge halten, mit deren Inhalt (Wasser, Milch) sie die Göttin übergießen.
- Das Trivikrama-Relief zeigt die alle anderen Figuren deutlich überragende Gestalt Vishnus, der dem durch Frömmigkeit und Askese überaus mächtig gewordene König Bali die Herrschaft über Himmel und Erde sowie über die Unterwelt entriss.

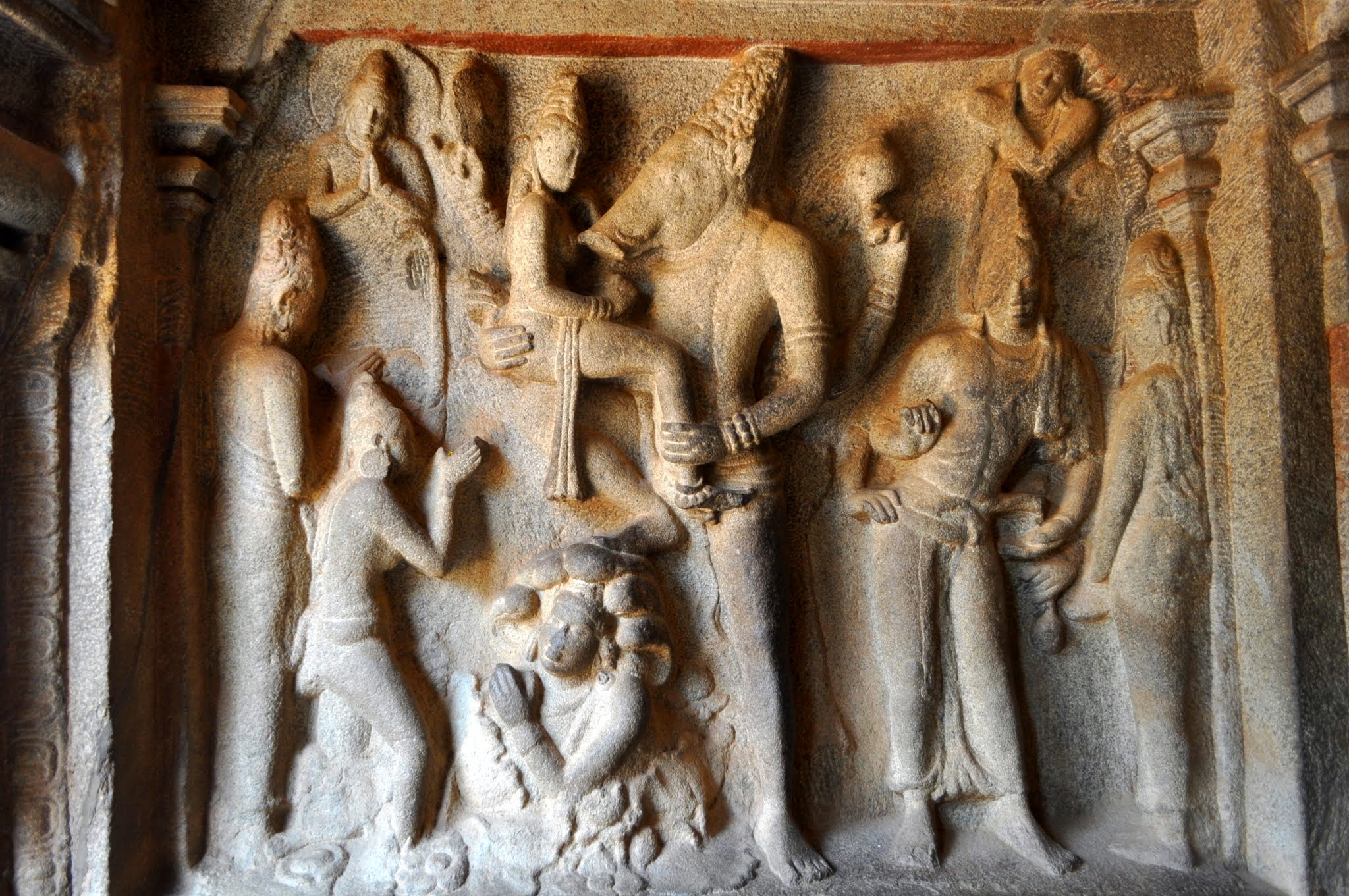
Varaha-Relief
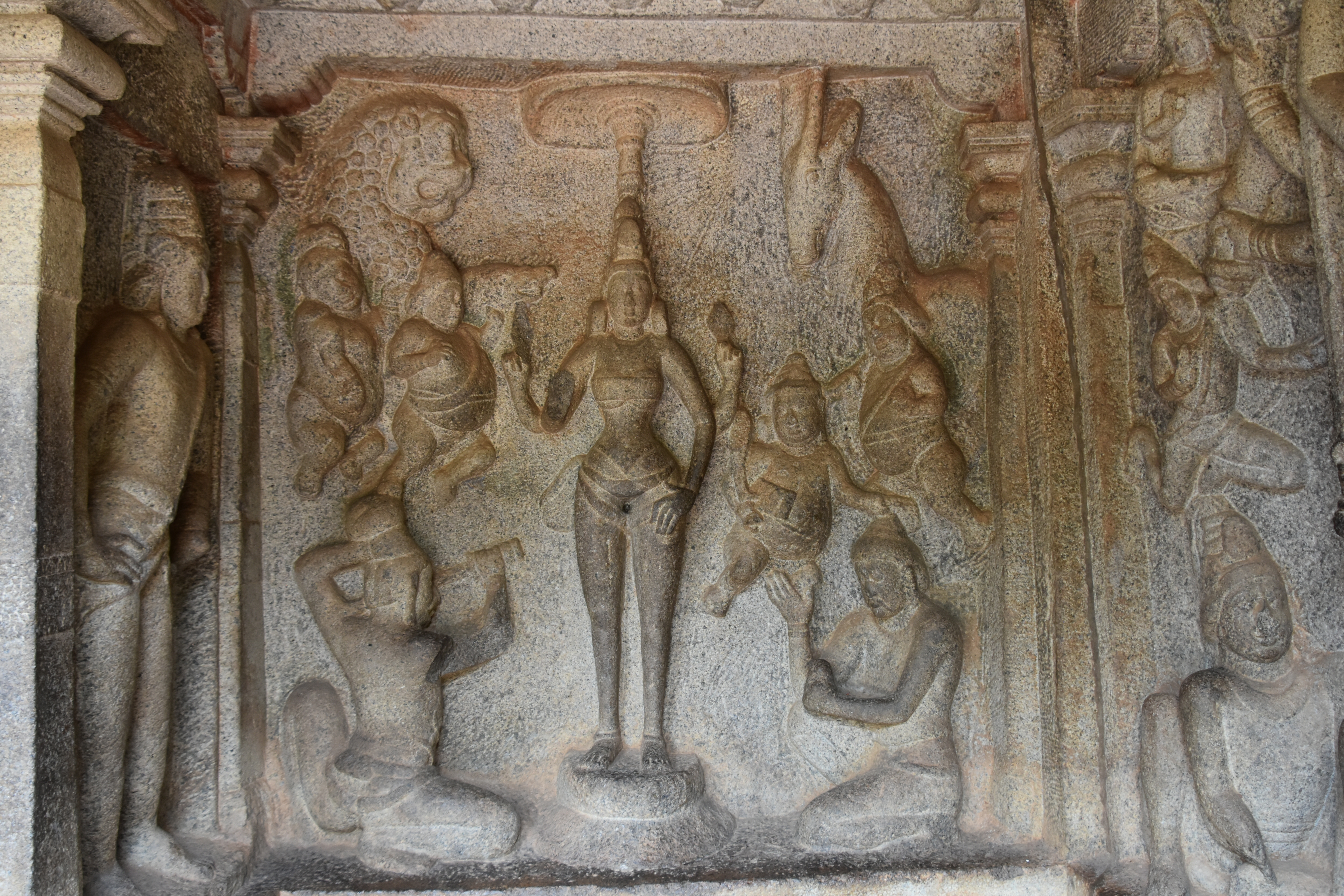
Durga-Relief
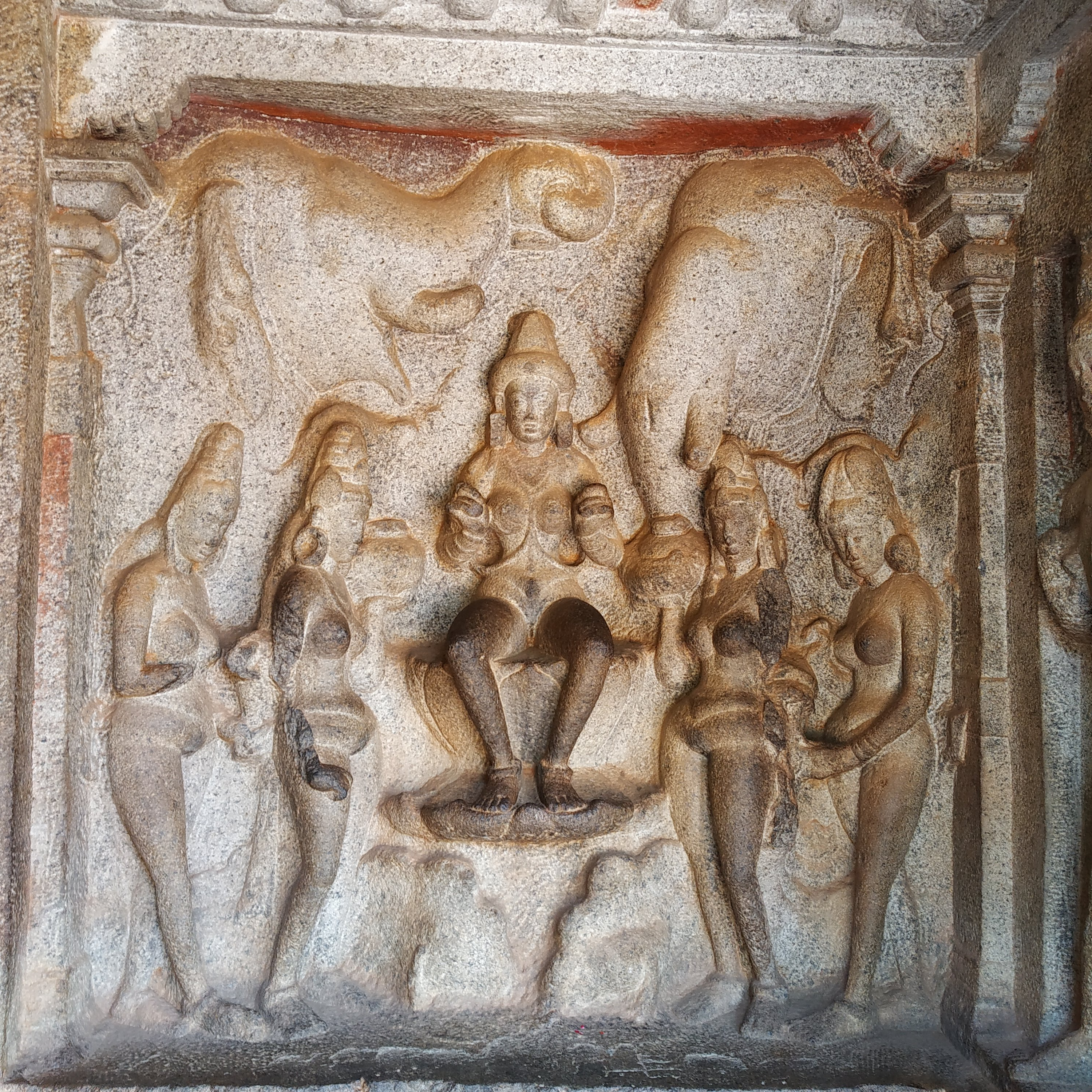
Gajalakshmi-Relief
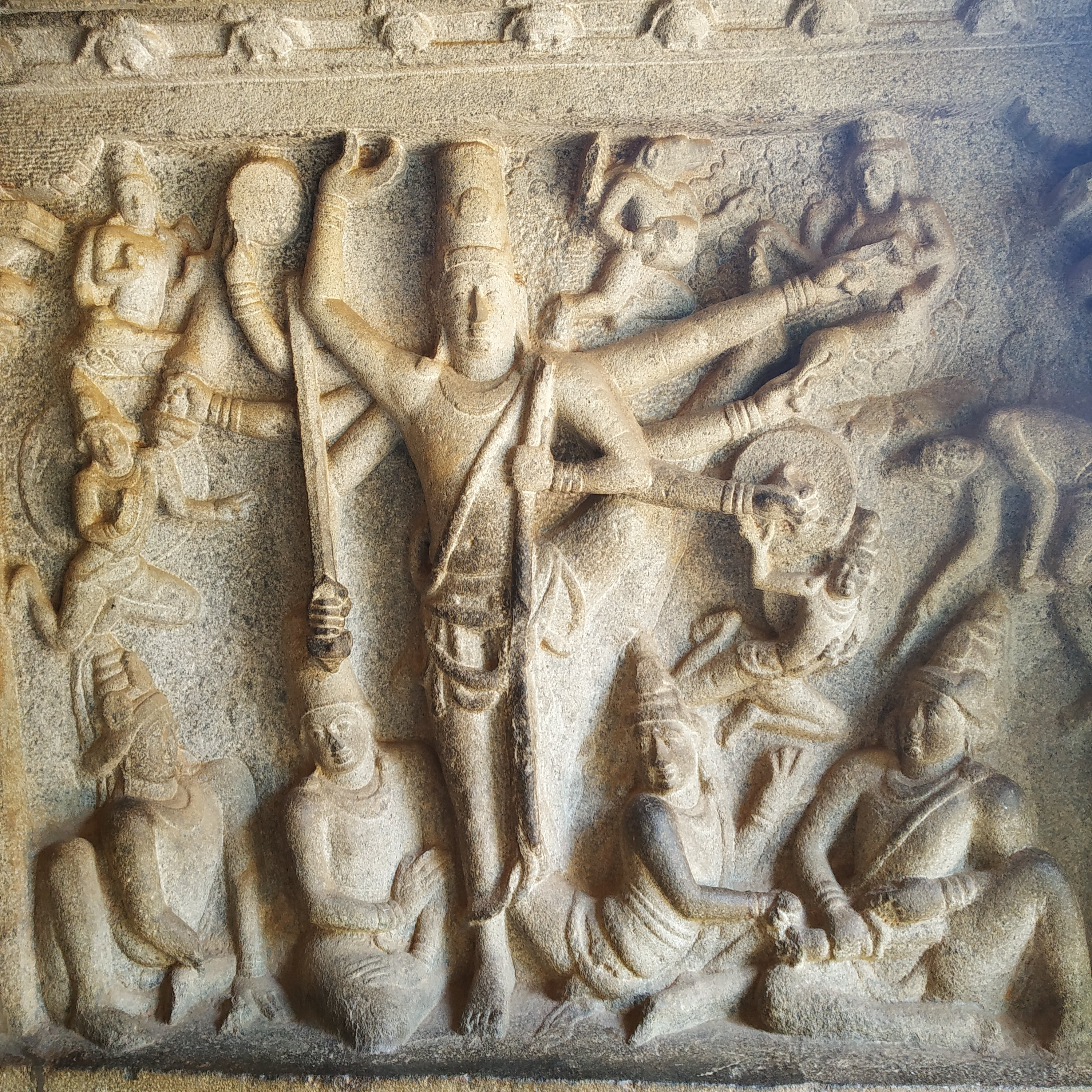
Trivikrama-Relief
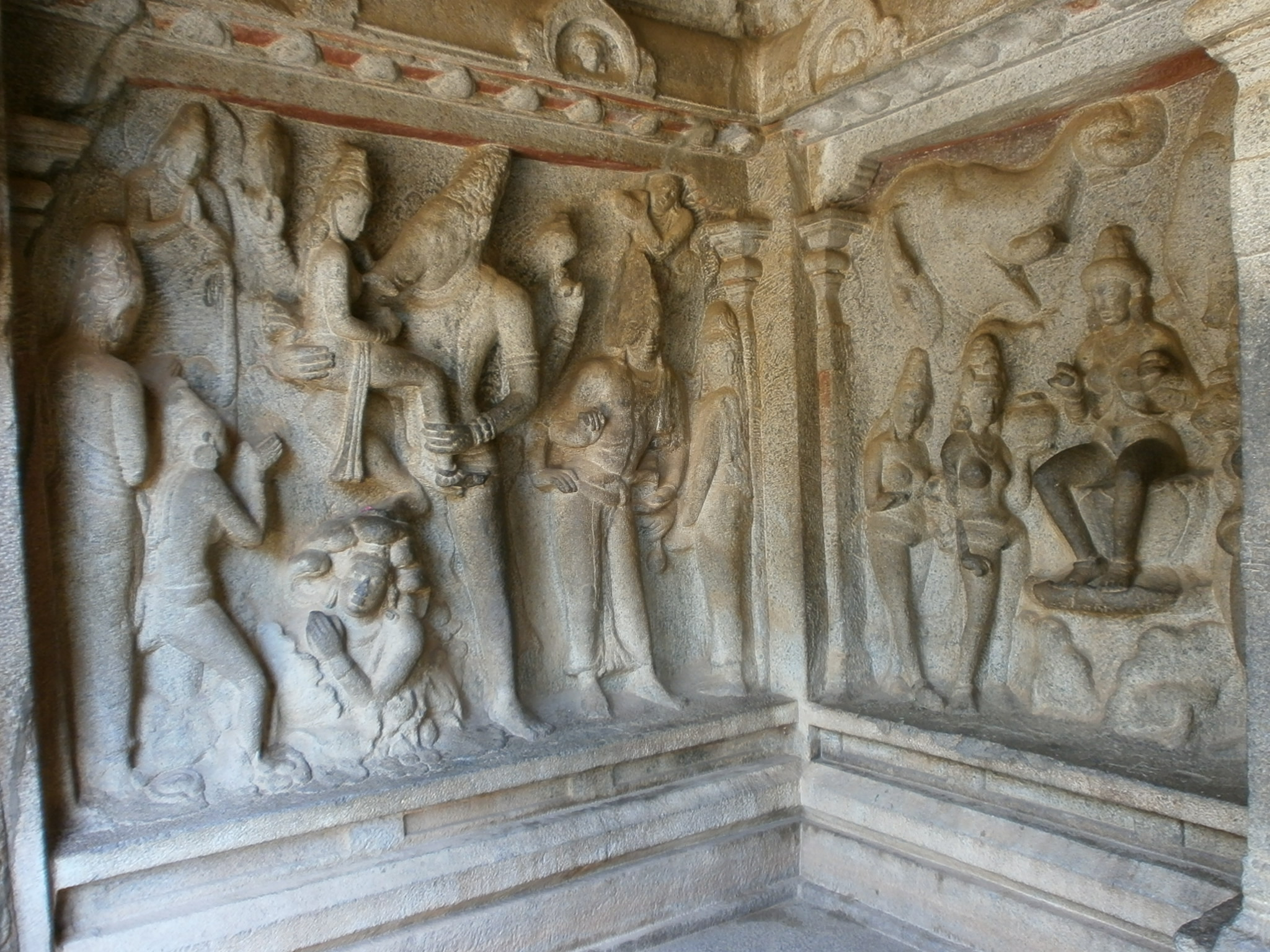
Varaha- und Gajalakshmi-Reliefs